# Stockholms Musikdramatiska Ensemble
Stockholms Musikdramatiska Ensemble (SMDE) var en  musikdramatisk ensemble  i Stockholm under 1970- och 1980-talet. SMDE, som var ett samarbetsprojekt mellan professionella konstnärer och amatörer, bildades hösten 1978 av Getrud Sivall och Robert Carlsson. SMDE hade ingen egen scen, utan hyrde olika lokaler, såsom exempelvis Göta Lejon, Cirkus på Djurgården, Berns och Reginateatern i Stockholm.

## Produktioner i urval
- Fyra helgon i tre akter av Virgil Thomson och Gertrude Stein hade premiär 1979 på Göta Lejon.
- Månen av Carl Orff hade svensk premiär den 28 februari 1980 på Göta Lejon.
- The Midsummer Marriage av Michael Tippett hade svensk premiär den 8 februari 1982 på Cirkus i Stockholm med titeln Bröllop på Cirkus.
- Don Quichotte av Jules Massenet och libretto av Henri Cain hade svensk premiär den 9 mars 1983 på Göta Lejon.